# Club Villa Mitre
Club Villa Mitre – argentyński klub piłkarski z siedzibą w mieście Bahia Blanca.

## Osiągnięcia
- Mistrz trzeciej ligi argentyńskiej (Torneo Argentino A): 2005

## Historia
Klub założony został 14 sierpnia 1924 i gra obecnie w drugiej lidze argentyńskiej (Primera B Nacional Argentina). Nazwa klubu wywodzi się od Bartolomé Mitre, prezydenta Argentyny w latach 1862–1868.